# Stationnement Gênant

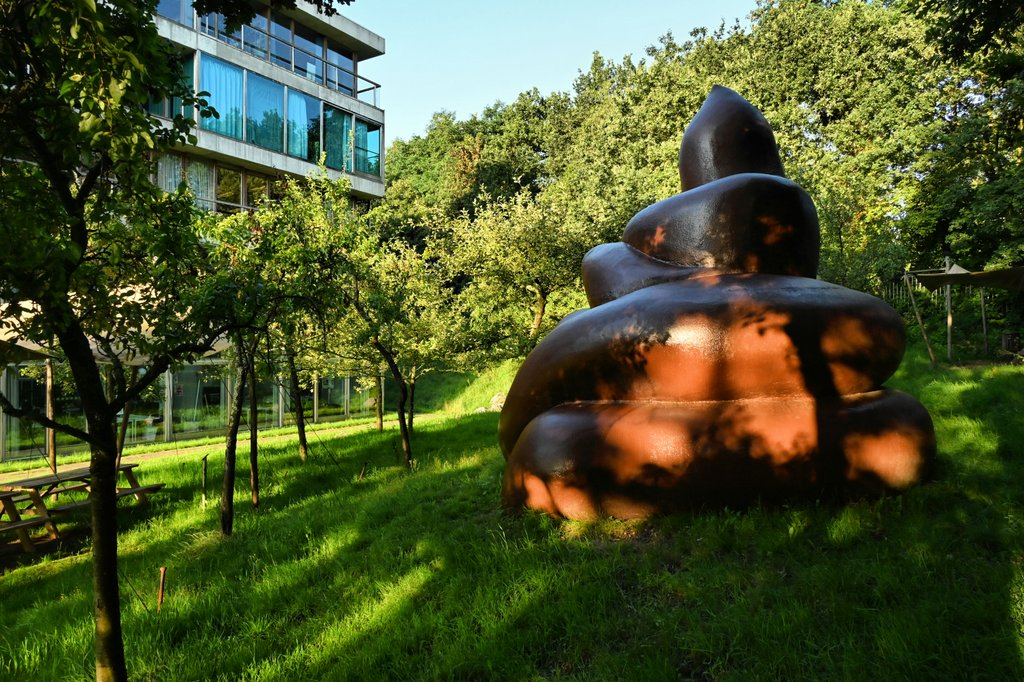
Kunstwerk Stationnement Gênant

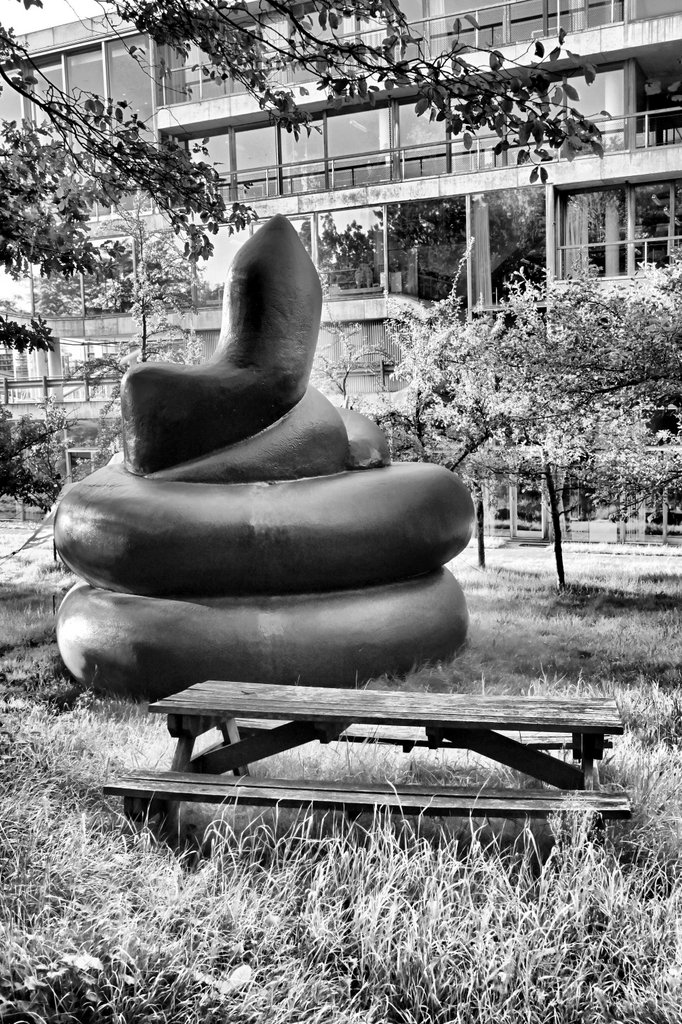
Kunstwerk Stationnement Gênant "De Drol"

Het kunstwerk Stationnement Gênant (hinderlijk geparkeerd), ook wel "De Drol", is een kunstwerk van Wim T. Schippers in de Nederlandse plaats Hilversum, in de provincie Noord-Holland.

## Achtergrond
Het kunstwerk is op 9 juni 2011 geplaatst in de tuin van het VPRO-gebouw op het Media Park.
Het kunstwerk stelt een vier meter hoge drol voor. Dit kunstwerk is onthuld door Wim T. Schippers zelf. Het kunstwerk is aangekocht door de VPRO met een bijdrage van de Stichting Kunst in de Openbare Ruimte (SKOR) en particuliere giften voor 60.000 euro. Volgens VPRO-directeur Lennart van der Meulen symboliseert het kunstwerk "veel, zo niet alles wat deze tijd te bieden heeft. Uiteindelijk komt de hele wereld uit stront voort en ontkiemt ieder leven uit gier, compost en uitwerpselen. De drol symboliseert de wederopstanding der dingen." Volgens Van der Meulen is de drol ook een "aanklacht tegen de vooringenomenheid van het zittende kabinet tegen kunst, cultuur en de publieke omroep".
Vanaf 2008 tot 2011 stond de drol als speelattribuut in het Bos van Ypeij, te Tytsjerk.